# حقیقتی تلخ
حقیقتی تلخ (به انگلیسی: A Dark Truth) عنوان فیلمی است محصول کانادا و آمریکا با ژانر اکشن-هیجانی. این فیلم در جمهوری دومینیکن تصویربرداری شده است. کارگردان این فیلم دمیان لی می‌باشد و اندی گارسیا، فارست ویتاکر، اوا لونگوریا و کیم کوتس در آن بازی کرده‌اند.